# Parafia Najświętszej Maryi Panny Wniebowziętej w Łętowicach
Parafia Najświętszej Maryi Panny Wniebowziętej w Łętowicach – parafia rzymskokatolicka, znajdująca się w diecezji tarnowskiej, w dekanacie Wojnicz.